# Distrito de Rastatt
Rastatt es un distrito (Kreis) al oeste de Baden-Württemberg, Alemania. Los distritos limítrofes son (desde el norte y siguiendo las agujas del reloj) Karlsruhe, Calw, Freudenstadt y el distrito de Ortenau. Al oeste limita con el departamento francés del Bajo Rin. El distrito de la ciudad libre de Baden-Baden está incluido en el interior de este distrito.

## Historia
Este distrito fue creado en 1939 como sucesor del de Oberamt Rastatt y más adelante Großkreis Baden. En 1973 se fusionó con la mayor parte del vecino distrito de Bühl, y algunas pequeñas partes del de Kehl.

## Geografía
El distrito se encuentra en el valle del río Rin. La parte del sudeste ya forma parte de la Selva Negra septentrional. El monte más alto es el Hoher Ochsenkopf con 1.054 m de altitud.

## Hermanamientos
Desde 1968 el distrito de Rastatt está asociado con la ciudad finlandesa de Vantaa, y en 1994 lo está con la provincia italiana de Pesaro y Urbino.

## Escudo de armas
| Coat of arms | En su parte superior izquierda muestra una escalera para el vino, el símbolo de la ciudad de Rastatt. A su derecha, el racimo simboliza el viticultura en la región que rodea a Bühl. En la parte inferior izquierda, la barra roja sobre fondo amarillo es el símbolo de Baden, mientras que la rosa que aparece a su derecha es el propio de los duques de Eberstein. |

## Ciudades y municipios
| Ciudades | Municipios |
| --- | --- |
| 1. Bühl 2. Gaggenau 3. Gernsbach 4. Kuppenheim 5. Lichtenau 6. Rastatt                                        | 1. Au am Rhein 2. Bietigheim 3. Bischweier 4. Bühlertal 5. Durmersheim 6. Elchesheim-Illingen 7. Forbach 8. Hügelsheim 9. Iffezheim 10. Loffenau 11. Muggensturm 12. Ötigheim 13. Ottersweier 14. Rheinmünster 15. Sinzheim 16. Steinmauern 17. Weisenbach |
| Distritos administrativos                                                                                     | 1. Au am Rhein 2. Bietigheim 3. Bischweier 4. Bühlertal 5. Durmersheim 6. Elchesheim-Illingen 7. Forbach 8. Hügelsheim 9. Iffezheim 10. Loffenau 11. Muggensturm 12. Ötigheim 13. Ottersweier 14. Rheinmünster 15. Sinzheim 16. Steinmauern 17. Weisenbach |
| 1. Bischweier-Kuppenheim 2. Bühl 3. Durmersheim 4. Gernsbach 5. Rastatt 6. Rheinmünster-Lichtenau 7. Sinzheim | 1. Au am Rhein 2. Bietigheim 3. Bischweier 4. Bühlertal 5. Durmersheim 6. Elchesheim-Illingen 7. Forbach 8. Hügelsheim 9. Iffezheim 10. Loffenau 11. Muggensturm 12. Ötigheim 13. Ottersweier 14. Rheinmünster 15. Sinzheim 16. Steinmauern 17. Weisenbach |